# Arpaçay
Arpaçay là một huyện thuộc tỉnh Kars, Thổ Nhĩ Kỳ. Huyện có diện tích 1285 km² và dân số thời điểm năm 2007 là 21673 người, mật độ 17 người/km².